# أبو نواس (جريدة)
أبو نواس هي دورية تصدر باللغة العربية أسسها نجيب غرغور في الإسكندرية عام 1895م.